# Jan Bernard Szlaga
Jan Bernard Szlaga  (ur. 24 maja 1940 w Gdyni, zm. 25 kwietnia 2012 w Starogardzie Gdańskim) – polski duchowny rzymskokatolicki, profesor nauk teologicznych, biskup pomocniczy chełmiński w latach 1988–1992, biskup diecezjalny pelpliński w latach 1992–2012.

## Życiorys

### Młodość i wykształcenie
Urodził się 24 maja 1940 w Gdyni. W zakresie szkoły średniej kształcił się w Collegium Leoninum w Wejherowie (1953–1955) i w Collegium Marianum w Pelplinie (1955–1957). W 1957 uzyskał maturę prywatną, egzamin państwowy zdał natomiast w 1959 w Korespondencyjnym Liceum Ogólnokształcącym w Gdańsku. W latach 1957–1963 odbył studia filozoficzno-teologiczne w Wyższym Seminarium Duchownym w Pelplinie. 22 grudnia 1962 otrzymał święcenia subdiakonatu przez posługę Kazimierza Kowalskiego, biskupa diecezjalnego chełmińskiego, który 9 marca 1963 udzielił mu również święceń diakonatu. Ten sam biskup 2 czerwca 1963 wyświęcił go na prezbitera.
W latach 1965–1969 kontynuował studia na Wydziale Teologicznym Katolickiego Uniwersytetu Lubelskiego. W 1968 uzyskał magisterium-licencjat, a w 1970 w Instytucie Nauk Biblijnych na podstawie dysertacji Symbolika fundamentu w Nowym Testamencie otrzymał doktorat z nauk teologicznych w zakresie biblistyki. W latach 1972–1973 odbył studia specjalistyczne w Papieskim Instytucie Biblijnym w Rzymie, które ukończył w 1974 ze stopniem licencjata nauk biblijnych. W 1976 na Wydziale Teologicznym Katolickiego Uniwersytetu Lubelskiego uzyskał habilitację na podstawie rozprawy Nowość przymierza Chrystusowego według «Listu od Hebrajczyków». W 1983 otrzymał tytuł naukowy profesora nadzwyczajnego.

### Prezbiter
Po przyjęciu święceń kapłańskich pracował jako wikariusz w parafiach: Narodzenia Najświętszej Maryi Panny w Łęgu (1963) i św. Wojciecha w Jabłonowie Pomorskim (1963–1965).
W 1984 otrzymał godność kapelana honorowego Jego Świątobliwości.

### Działalność naukowo-dydaktyczna
W latach 1969–1995 był pracownikiem Instytutu Nauk Biblijnych Wydziału Teologicznego Katolickiego Uniwersytetu Lubelskiego, zajmując kolejne stanowiska od asystenta do profesora. W latach 1975–1983 pełnił funkcję wicedyrektora, a w latach 1983–1988 dyrektora konwiktu księży studentów Katolickiego Uniwersytetu Lubelskiego. W 1979 został kierownikiem Katedry Egzegezy Ksiąg Narracyjnych Nowego Testamentu na Wydziale Teologicznym. W latach 1979–1981 sprawował urząd prodziekana, a w latach 1981–1984 dziekana Wydziału Teologicznego. W latach 1984–1988 był prorektorem Katolickiego Uniwersytetu Lubelskiego. Ponadto pełnił funkcję sekretarza generalnego Towarzystwa Przyjaciół KUL i uczestniczył w pracach komisji uniwersyteckich, m.in. przewodnicząc komisji stypendialnej, komisji kontrolnej i komisjom rekrutacyjnym.
W latach 1975–1978 prowadził zajęcia z historii zbawienia, wstępu do Pisma Świętego oraz języka hebrajskiego w Wyższym Seminarium Duchownym w Lublinie. W Wyższym Seminarium Duchownym w Pelplinie objął w 1977 wykłady z egzegezy Nowego Testamentu, a po uzyskaniu sakry biskupiej rozszerzył zakres prowadzonych wykładów o wstęp do Ewangelii, Nowy Testament, język łaciński i seminarium naukowe. W latach 1991–2001 podjął wykłady zlecone z symboliki biblijnej na Wydziale Filologiczno-Historycznym Uniwersytetu Gdańskiego.
W 1971 został członkiem Towarzystwa Naukowego Katolickiego Uniwersytetu Lubelskiego (od 1983 członek czynny), a w 1985 Studiorum Novi Testamenti Societas. Należał także do Stowarzyszenia Biblistów Polskich (od 2007 jako członek honorowy).
W 1987 pogłębiał specjalizację podczas stypendium na Katolickim Uniwersytecie w Louvain.
Publikował prace naukowe z zakresu biblistyki. Brał udział w przygotowaniu Encyklopedii katolickiej jako autor haseł i członek zespołu merytoryczno-leksykograficznego (1969–1988), kierownik działu archeologii biblijnej (1980–1996) oraz członek redakcji naczelnej (1981–1988). W 1988 zasiadał w kolegium redakcyjnym „Ethosu”, wydawanego przez Instytut Jana Pawła II KUL.
Był promotorem 4 i recenzentem 15 rozpraw doktorskich. Brał udział w 7 przewodach habilitacyjnych i 1 przewodzie profesorskim.

### Biskup
13 czerwca 1988 został prekonizowany biskupem pomocniczym diecezji chełmińskiej ze stolicą tytularną Mascula. Święcenia biskupie otrzymał 25 czerwca 1988 w katedrze Wniebowzięcia Najświętszej Maryi Panny w Pelplinie. Udzielił mu ich kardynał Józef Glemp, prymas Polski, któremu asystowali arcybiskup Francesco Colasuonno, nuncjusz apostolski, i Marian Przykucki, biskup diecezjalny chełmiński. Jako dewizę biskupią przyjął słowa „Parare vias Domini” (Przygotować drogi dla Pana). W latach 1988–1992 sprawował urząd wikariusza generalnego diecezji. W kurii biskupiej był przewodniczącym wydziału katechetycznego i wydziału nauki katolickiej, wiceprzewodniczącym wydziału duszpasterstwa ogólnego oraz rady kurialnej, a także członkiem wydziału personalnego. Należał do rady kapłańskiej, kolegium konsultorów, rady duszpasterskiej, a także przewodniczył radzie ekonomicznej i radzie programowej Wydawnictwa Diecezjalnego. Kierował diecezjalnymi zespołami podczas II Polskiego Synodu Plenarnego. W latach 1988–1992 był prepozytem kapituły katedralnej.
25 marca 1992, po reorganizacji struktur Kościoła katolickiego w Polsce, został ustanowiony biskupem diecezjalnym diecezji pelplińskiej. 29 marca 1992 kanonicznie objął diecezję, a 24 maja 1992 odbył ingres do katedry Wniebowzięcia Najświętszej Maryi Panny w Pelplinie. Przeprowadził I synod diecezjalny (1994–2000) i diecezjalne kongresy: eucharystyczny (1993), trzeźwości (1994) i różańcowy (1998). Ustanowił w diecezji instytucję nadzwyczajnych szafarzy Komunii Świętej. W 1999 gościł w Pelplinie papieża Jana Pawła II. Powołał sanktuaria: św. Wojciecha w Gorzędzieju (1995), Matki Bożej Fatimskiej w Chojnicach (1997), Matki Bożej Pocieszenia w Lubiszewie (1997), Matki Bożej Kościerskiej Królowej Rodzin (1998) i św. Jakuba w Lęborku (2010). Przyczynił się do uzyskania tytułu bazyliki mniejszej dla kościoła farnego Ścięcia św. Jana Chrzciciela w Chojnicach i kolegiaty koronowskiej, a także zatwierdzenia patronatów dla miast: Chojnic (św. Jana Chrzciciela), Lęborka (św. Jakuba Apostoła), Kościerzyny (Matki Bożej Królowej Rodzin), Starogardu Gdańskiego (św. Wojciecha), Brus (bł. Józefa Jankowskiego) i Kartuz (św. Brunona). Zreorganizował diecezjalną sieć dekanatów, erygował nowe parafie. Ustanowił kapituły kolegiackie w Kartuzach (1992) i w Koronowie (2002). Pod jego patronatem przeprowadzono renowację katedry, za którą Kapituła Konserwatorów Wojewódzkich przyznała mu tytuł Conservator Ecclesiae. Erygował domy dla księży emerytów w Pelplinie w 1996 i w Chojnicach w 2011. W 1994 założył Radio Głos, a w 1998 Wydawnictwo Diecezjalne i Wydawnictwo Wyższego Seminarium Duchownego „Bernardinum” połączył w Wydawnictwo Diecezji Pelplińskiej „Bernardinum”. Dbał o formację kapłanów i przygotowanie kadry dydaktycznej w pelplińskim seminarium. Przekształcił Instytut Duszpasterstwa Sakramentalnego w Instytut Formacji Kapłańskiej. Działał na rzecz poszerzenia współpracy Wyższego Seminarium Duchownego w Pelplinie z wydziałami teologicznymi Katolickiego Uniwersytetu Lubelskiego i Uniwersytetu Mikołaja Kopernika w Toruniu. Przeniósł studium teologiczne z Gdyni do Tczewa, przemianowując je na Instytut Teologiczny Diecezji Pelplińskiej. Utworzył kolegia teologiczne kształcące katechetów. Powołał licea katolickie w Tczewie, Lęborku, Chojnicach, Kartuzach i Świeciu, a także przeprowadził odbudowę Collegium Marianum w Pelplinie. Ustanowił uniwersytety ludowe w Chojnicach, Starogardzie Gdańskim i Karolewie. W 1997 powołał Chrześcijańską Szkołę pod Żaglami i został jej patronem. Pisał artykuły i felietony do „Pielgrzyma”, „Inspiracji” i „Mszy świętej”. Na antenie Radia Głos wygłaszał w formie konferencji refleksje biblijno-liturgiczne, które zostały wydane w czterotomowej publikacji Przy stole słowa Bożego. Zbiór jego artykułów dotyczących problemów związanych z Pismem Świętym, opublikowanych wcześniej w „Pielgrzymie”, został wydany w książce Powtórka z Biblii.
W latach 1996–2001 był przewodniczącym Rady Naukowej Konferencji Episkopatu Polski. W tym czasie zostały uregulowane kwestie dotyczące nadawania i zatwierdzania stopni i tytułów naukowych na uczelniach kościelnych. W ramach KEP zasiadał w Komisji Duszpasterstwa Rodzin, Komisji Duszpasterstwa Akademickiego, Komisji ds. Katolickiego Uniwersytetu Lubelskiego, Komisji (Rady) ds. Ekumenizmu, Komisji ds. Dialogu między Konferencją Episkopatu Polski a Polską Radą Ekumeniczną i Komisji ds. Liturgii (przewodnicząc sekcji służby liturgicznej). Był także członkiem Rady Programowej Radia Maryja. W 1994 uczestniczył w sesji Synodu Biskupów w Rzymie poświęconej życiu konsekrowanemu. W 1991 z ramienia Episkopatu Polski brał udział w sesji ekumenicznej w Santiago de Compostela. Był współkonsekratorem podczas sakr biskupa diecezjalnego Campo Maior Edwarda Zielskiego (2000) i biskupa diecezjalnego włocławskiego Wiesława Meringa (2003).
21 kwietnia 2012 miał dokonać konsekracji biskupa pomocniczego pelplińskiego Wiesława Śmigla, lecz z powodu złego stanu zdrowia nie uczestniczył w liturgii. Zmarł kilka dni później, 25 kwietnia 2012, w Kociewskim Centrum Zdrowia (szpitalu św. Jana) w Starogardzie Gdańskim. Został pochowany 28 kwietnia 2012 w katedrze pelplińskiej.

## Odznaczenia, wyróżnienia, upamiętnienie
Postanowieniem prezydenta RP Lecha Kaczyńskiego z 27 kwietnia 2009 „za wybitne osiągnięcia w pracy naukowej i dydaktycznej, za zasługi w działalności duszpasterskiej i zaangażowanie w niesieniu pomocy ludziom potrzebującym” został odznaczony Krzyżem Komandorskim Orderu Odrodzenia Polski.
Został wyróżniony Medalem Komisji Edukacji Narodowej.
Nadano mu honorowe obywatelstwo: Chojnic (1994), Tczewa (2002), Kościerzyny (2003), gminy Pelplin (2003), Łeby (2007), Starogardu Gdańskiego (2007), Człuchowa (2008), Gdyni (2008), gminy Brusy (2008), a także Tucholi i gminy Zblewo. Przyznano mu medal „Zasłużony dla Miasta i Gminy Pelplin” (2001), tytuł „Zasłużony dla Gminy Skarszewy” (2006), a także Honorowe Wyróżnienie za Zasługi dla Województwa Pomorskiego (2009).
W 2014 jego imieniem została nazwana jedna z ulic w Gdyni w dzielnicy Mały Kack (ul. ks. bpa Jana Bernarda Szlagi).